# Вестенанова
Вестенанова (італ. Vestenanova, вен. Vestenanova) — муніципалітет в Італії, у регіоні Венето,  провінція Верона.
Вестенанова розташована на відстані близько 420 км на північ від Рима, 90 км на захід від Венеції, 24 км на північний схід від Верони.
Населення — 2607 осіб (2014).

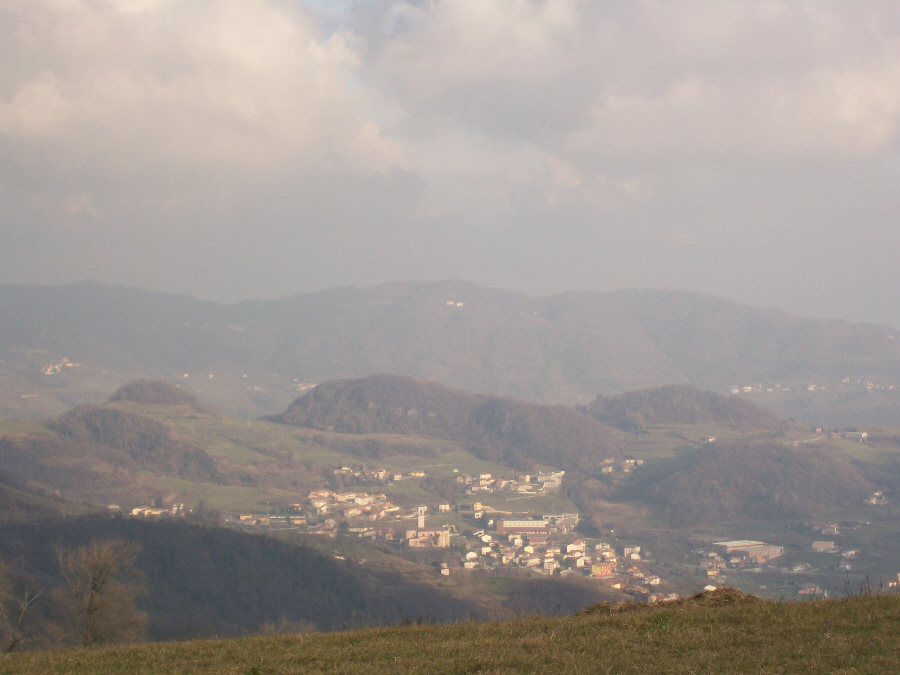

Щорічний фестиваль відбувається першої неділі жовтня. Покровитель — San Leonardo.

## Демографія
Населення за роками:

Станом на 1 січня 2023 року в муніципалітеті офіційно проживало 179 іноземців з 15 країн, серед них 21 громадянин країн Євросоюзу та 3 громадяни України.

## Сусідні муніципалітети
- Альтіссімо
- Бадія-Калавена
- К'ямпо
- Креспадоро
- Сан-Джованні-Іларіоне
- Сан-П'єтро-Муссоліно
- Сельва-ді-Проньо
- Треньяго